# Anohni and the Johnsons
Anohni and the Johnsons (tidligere Antony and the Johnsons) er en gruppe med Anohni Hegarty og hendes samarbejdspartnere. 
Hegartys stemme er blevet sammenlignet med såvel Nina Simone og Scott Walker som Billie Holiday og Al Green.
Anohni & the Johnsons holder til i New York, men Anohni Hegarty blev født 1971 i Chichester i det sydlige England. I en alder af 10 år i 1982 flyttede hun med sine forældre til Santa Cruz, Californien.
I 1990 flyttede hun til New York. Sideløbende med forskellige cabaret-og drag-jobs, begyndte Hegarty at spille i det anarkistiske kvinde-og bøsse-punkband Black Lips, som hun dog forlod igen i 1997.
Herefter indspillede hun med det løst sammensatte Antony & The Johnsons sit debutalbum, som udkom i 2000 på pladeselskabet Durtro, ejet af David Tibet fra Current 93.
I 2003 hyrede Lou Reed bandet til at medvirke på Edgar Allan Poe-fortolkningerne The Raven og dernæst at deltage på den efterfølgende verdensturné.
På albummet I'm a Bird Now, Antony and the Johnsons' andet album, optræder Lou Reed, sangskriver-kollegerne Devendra Banhart, Rufus Wainwright og Boy George. Albummet indbragte hende i 2005 den prestigefyldte Mercury Music Prize.
Hegarty er med i en scene i Steve Buscemi's film Animal Factory (2000) og i 2005 medvirkede hun i Sebastien Lifshitz's spillefilm om transseksualitet, Wild Side .

## Diskografi

### Albums
Studiealbums
| 2000                                                                          | Antony and the Johnsons - 1. studiealbum - Pladeselskab: Durtro         | 118 | —  | —  | —  | —  | —  | —  | — | —  | 59 | —   |                                    |
| 2005                                                                          | I Am a Bird Now - Andet studiealbum - Pladeselskab: Secretly Canadian   | 16  | 69 | 71 | 38 | 45 | —  | 58 | 4 | —  | 22 | —   | - UK: Gold - NOR: Gold - SWE: Gold |
| 2009                                                                          | The Crying Light - Tredje studiealbum - Pladeselskab: Secretly Canadian | 18  | 33 | 21 | 3  | 4  | 15 | 4  | 4 | 7  | 2  | 65  |                                    |
| 2010                                                                          | Swanlights - Fjerde studiealbum - Pladeselskab: Secretly Canadian       | 28  | 70 | 30 | 20 | 16 | 29 | 10 | 4 | 32 | 9  | 122 |                                    |
| "—" denotes releases that did not chart or were not released in that country. |                                                                         |     |    |    |    |    |    |    |   |    |    |     |                                    |

Livealbums
| 2003                                                              | Live at St. Olave's - Første livealbum - Pladeselskab: Durtro | —  | — | —  | —  | —  | —  | — | —  | —  | —  | — |  |
| 2012                                                              | Cut the World - Andet Livealbum - Pladeselskab: Rough Trade Records                                                                                                   | 41 | — | 24 | 31 | 20 | 27 | 2 | 11 | 27 | 28 | — |  |
| 2013                                                              | Del suo veloce volo - Livealbum optaget i Verona. Hegarty sang duet med Franco Battiato og optrådte med otte sange på denne udgivesl. - Pladeselskab: Universal Music | —  | — | —  | —  | —  | —  | — | —  | —  | —  | — |  |
| "—" nåede ikke hitlisterne eller blev ikke udgivet i dette område | |    |   |    |    |    |    |   |    |    |    |   |  |

Soundtrack albums
| År   | Albumdetaljer                                                         | Højeste hitlisteplacering | Højeste hitlisteplacering | Højeste hitlisteplacering | Højeste hitlisteplacering | Højeste hitlisteplacering | Højeste hitlisteplacering | Højeste hitlisteplacering | Højeste hitlisteplacering | Højeste hitlisteplacering | Højeste hitlisteplacering | Højeste hitlisteplacering | Certificering |
| År   | Albumdetaljer                                                         | UK                        | AUS                       | AUT                       | DEN                       | FRA                       | GER                       | NED                       | NOR                       | SUI                       | SWE                       | U.S.                      | Certificering |
| ---- | --------------------------------------------------------------------- | ------------------------- | ------------------------- | ------------------------- | ------------------------- | ------------------------- | ------------------------- | ------------------------- | ------------------------- | ------------------------- | ------------------------- | ------------------------- | ------------- |
| 2014 | Turning - Soundtrack til Turning af Charles Atlas - Format: CD og DVD | —                         | —                         | —                         | —                         | 146                       | —                         | 70                        | —                         | —                         | —                         | —                         |               |

### Singler og EP'er
| Year | Single / EP | Højeste hitlisteplacering | Højeste hitlisteplacering | Højeste hitlisteplacering | Højeste hitlisteplacering | Andre hitlister                 | Pladeselskab                    | Album                                      |
| Year | Single / EP | UK                        | UK Budget                 | U.S.                      | FRA                       | Andre hitlister                 | Pladeselskab                    | Album                                      |
| ---- | --- | ------------------------- | ------------------------- | ------------------------- | ------------------------- | ------------------------------- | ------------------------------- | ------------------------------------------ |
| 1998 | "Cripple and the Starfish" (single) | —                         | —                         | —                         | —                         |                                 |                                 | Antony and the Johnsons                    |
| 2001 | I Fell in Love with a Dead Boy (EP) * "I Fell in Love with a Dead Boy" / * "Mysteries of Love" / * "Soft Black Stars"                                                         | —                         | —                         | —                         | —                         |                                 | Durtro                          |                                            |
| 2003 | "Calling for Vanished Faces" / "Virgin Mary" (7" Promo split single, 500 copies)                                                                                              | —                         | —                         | —                         | —                         |                                 | Current 93                      |                                            |
| 2004 | The Lake (EP) * "The Lake" / * "Fistful of Love" / * "The Horror Has Gone" | —                         | —                         | —                         | —                         |                                 | Secretly Canadian               | "Fistful of Love" fra I Am a Bird Now      |
| 2005 | Hope There's Someone (EP) * "Hope There's Someone" / * "Frankenstein" / * "Just One Star"                                                                                     | 44                        | —                         | —                         | —                         |                                 | Secretly Canadian               | "Hope There's Someone" fra I Am a Bird Now |
| 2005 | You Are My Sister (EP) * "You Are My Sister" / * "Poorest Ear" / * "Forest of Love" / * "Paddy's Gone"                                                                        | 39                        | —                         | —                         | 190                       |                                 | Secretly Canadian / Rough Trade | "You Are My Sister" fra I Am a Bird Now    |
| 2006 | I Fell in Love with a Dead Boy (EP, reissued) | —                         | —                         | —                         | —                         |                                 | Rebis Music                     |                                            |
| 2008 | Another World (EP) * "Another World" / * "Crackagen" / * "Shake That Devil" / * "Sing for Me" / * "Hope Mountain"                                                             | —                         | 6                         | 179                       | 36                        | AUS #31 FIN #14 SWE #33 ITA #10 | Secretly Canadian               | "Another World" fra The Crying Light       |
| 2009 | "Epilepsy Is Dancing" (single) * "Epilepsy Is Dancing" / * "Where Is My Power?"                                                                                               | —                         | —                         | —                         | 79                        |                                 | Secretly Canadian               | "Epilepsy Is Dancing" fra The Crying Light |
| 2009 | "Aeon" / "Crazy in Love" (Double A-side single) * "Aeon" / * "Crazy in Love" (Beyoncé cover)                                                                                  | —                         | —                         | —                         | —                         | NED #14                         | Secretly Canadian               | "Aeon" fra The Crying Light                |
| 2010 | Thank You for Your Love (EP) * "Thank You for Your Love" / * "You Are the Treasure" / * "My Lord My Love" / * "Pressing On" (Bob Dylan cover) * "Imagine" (John Lennon cover) | —                         | —                         | —                         | —                         | SWE #54                         | Secretly Canadian               | "Thank You for Your Love" fra Swanlights   |
| 2010 | Swanlights (EP) * "Swanlights" / * "Find The Rhythm Of Your Love" / * "Kissing No One" / * "Swanlights" OPN Edit                                                              | —                         | —                         | —                         | —                         |                                 | Secretly Canadian / Rough Trade | "Swanlights" fra Swanlights                |
| 2012 | "Cut the World (live)" (with Danish National Chamber Orchestra) (single) | —                         | —                         | —                         | 188                       | NED #88                         | Secretly Canadian               | Cut the World                              |
| 2013 | "Fistful of Love" | —                         | —                         | —                         | 58                        |                                 |                                 | I Am a Bird Now                            |